# Fernando de la Cruz (poeta)
Fer de la Cruz (Monterrey, Nuevo León, 1971) es un poeta, narrador y docente mexicano. Las obras de este poeta abarcan la poesía lírica, satírica e infantil, además se encuentran en «diversos trabajos colectivos y revistas de literatura». En el 2021 fue nombrado Huésped Distinguido de la ciudad de Kanasín en el marco del Encuentro Iberoamericano de Poesía del municipio, lo anterior, en reconocimiento a su trayectoria poética.
Durante su trayectoria ha ganado varios premios y reconocimientos. Ha participado en eventos y congresos de lectura como la Feria Internacional de la Lectura Yucatán (FILEY), también ha sido invitado a conferencias y ferias del libro en Cuba, Francia, Estados Unidos y México.

## Biografía
Nació en Monterrey, en 1971. Es Licenciado en Humanidades y Filosofía por la Universidad Mesoamericana de San Agustín (Mérida, Yucatán), además posee un máster en Español (Literatura Hispánica y Lingüística Aplicada), título obtenido en la Universidad de Ohio. Fue miembro del consejo directivo de la Merida English Library, así como del comité consultivo del Patronato Pro Historia Peninsular de Yucatán (Pro-Hispen) en Literatura.
Su obra abarca poesía lírica, satírica y para niños. Es autor de cinco libros. Ha publicado en revistas como Periódico de Poesía (Unam), The Ofi Press y Monolito.

## Obras
Algunas de sus obras publicadas:
- 2020: Poemas espirales (Libros del Marqués/Ayuntamiento de Mérida, 64 págs. ISBN 9786078713455)
- 2020: Sabotaje a la Che más otros dos poemarios de humor neoquevediano (Libros en Red/Ayuntamiento de Mérida. Paperback and kindle editions, 187 pages. ISBN: 9781629154466.).
- 2020: Cómo aprendí a volar (Libros en Red/Ayuntamiento de Mérida. 76 págs. ISBN: 9781629154473).

- 2019: Aliteletras. De la A a la que quieras (Maldonado Editores, 72 págs. Ilustraciones por Lucía Gutiérrez. ISBN: 968-5929-09-9. Primera edición, 2015, por Editorial Dante, 72 págs., ilustrado por Humberto Irigoyen. ISBN: 9786077090687).
- 2018: El corazón de Plutón y otras dulzuras (SEDECULTA/SEGEY/IHMY, ilustrado por Miriam Pérez Ballesteros, 47 págs. ISBN: 978-607-8515-09-7).
- 2016: La vida en siete escenas inconclusas = Life in seven unfinished scenes (The Ofi Press, edición electrónica, bilingüe, 24 págs. Traducido al inglés por Don Cellini).
- 2013: Ver con el corazón (In Your Eyes, 29 págs. Testimonio. Escrito en coautoría con Karina Sosa).
- 2012: Tres libros de fábulas para niñas y niños: Fábulas de humildad (ISBN: 9786077090885), Fábulas de honestidad (ISBN: 9786077090878), y Fábulas de amor y amistad (ISBN: 9786077090915). Adaptación personal de fábulas clásicas de Samaniego, Fernández de Lizardi, José Rosas Moreno, Petissen, Aesop, Paul F. de Gaudin y otros. Ilustrados por Manuel Taure, Viviana Hinojosa, Bárbara García, and Alberto Guerra. Ediciones en pasta dura de Editorial Dante. 24 págs. cada libro).
- 2010: Redentora la voz (Ayuntamiento de Mérida. ISBN: 9786077870029. 68 págs).
- 2003: La conversión del polvo = La conversion de la poussière (Presagios/Columba Ediciones).[9]

## Distinciones
Todos los premios obtenidos:
- 2019: Premio Internacional de Poesía Ciudad de Mérida, entre las Méridas de España, Venezuela y México. Ayuntamiento de Mérida, Yucatán, México.
- 2004: III Juegos Literarios Nacionales Universitarios. Universidad Autónoma de Yucatán.[11]